# Daniel Giraudon
Daniel Giraudon (Binic, 13 d'abril de 1944) és un doctor en etnologia i professor universitari (emèrit) a la Universitat de Bretanya Occidental (UBO), investigador del CRBC (Centre de Recerca de Bretona i Cèltica), col·laborador de la revista ArMen i autor de nombrosos articles en diverses revistes, com Skol Vreizh, Annales de Bretagne, Breton Music, Kreiz, Klask, Al Liamm, Brud nevez.
Com a investigador de camp, fa 40 anys que treballa en el camp de la Baixa i Alta Bretanya per recollir el patrimoni de la cultura popular bretona.

## Obres[2]

### Llibres
- Chansons populaires de Basse-Bretagne sur feuilles volantes, Skol Vreizh, 1985
- Traditions populaires de Bretagne - Du Coq à l'Âne -Yezhoù al loened - Quand les animaux parlaient..., Le Chasse-Marée, 2000.
- Querelles de clocher, editorial Skol-Vreizh, maig 2006 (il·lustrat per Nono)
- Terre et mer: Sagesse et proverbes de Bretagne (amb Michel Thersiquel)
- Traditions populaires de Bretagne, Du soleil aux étoiles, folklore du ciel, Coop Breizh, 2007
- Du chêne au roseau: traditions populaires de Bretagne, Yoran Embanner, 2010
- Sur les chemins de l'Ankou, Yoran Embanner, 2012
- Gallo et Galloïsmes: le français tel qu'on le parle en haute-Bretagne, Skol Vreizh, 2012 (il·lustrat per Nono)
- Dictons, Proverbes et autres Expressions populaires de Bretagne, Éditions du Donon, 2012
- Poissons et oiseaux de mer : Dictons, légendes et croyances (amb Yann Riou) Éditions Yoran Embanner, 2013

### Articles bretons
- Michela an Alan (1833-1921), pennad-kaoz gant Jules Gros diwar-benn e vamm-gozh hag ar c'hanaouennoù bet desket ganti (Michela an Alan (1833-1921), Conversa amb Jules Grossière sobre l'àvia i cançons apreses amb ella); Editorial Planeta, número 15, primavera de 1983, 48p.

### Articles francesos
- Jules Gros, yezhoniour tregeriat kantvloaziad, skridvuhez aozer le Trésor du breton parlé ; en Ar Men, n°39, 1991, pp. 26-37.
- Daniel Giraudon, Kenavo Jules Gros; en Ar Men N°49, p. 64. 1993